# Roland Spendlingwimmer
Roland Spendlingwimmer (* 1946 in Freistadt, Oberösterreich) ist ein österreichischer Entwicklungshelfer und Flüchtlingshelfer.

## Leben
Spendlingwimmer besuchte die Volksschule in Neumarkt im Mühlkreis. 1966 schloss Spendlingwimmer das Freistädter Gymnasium ab und begann ein Jahr später an der Universität für Bodenkultur in Wien Landwirtschaft zu studieren. Er brach jedoch 4 Jahre später das Studium ab und übernahm die Leitung des selbstverwalteten Jugendzentrums „Heliopolis“ in Wien.
Es folgten Jahre der Vorbereitung der Gründung von europäischen Pioniersiedlungen in Regionen, die von Abwanderung der landwirtschaftlichen Bevölkerung stark betroffen waren. Im Sommer 1972 wurde das erste Projekt in Südfrankreich aufgebaut, und zusammen mit jungen Schweizern, Engländern, Franzosen, Deutschen und Österreichern wurde die europäische Kooperative Longo maï gegründet. Bis 1974 wurden der Ausbau der Infrastrukturen der Longo maï, die landwirtschaftliche Aufbauarbeit und die Schafzucht forciert. 1974 wurden sieben ausländische Gründungsmitglieder von Longo maï von der französischen Regierung aus Frankreich ausgewiesen. Es folgten weitere Niederlassungen in der Schweiz, Deutschland und Österreich.
1978 erfolgte eine Einladung von lokalen Regierungsfunktionären nach Bangladesch und Dschibuti mit dem Ziel, dort Longo-maï-ähnliche Kooperativen zu gründen. Im Zuge des Krieges gegen die Somoza-Diktatur in Nicaragua erhielt Roland Spendlingwimmer im darauffolgenden Jahr die Einladung, speziell für Flüchtlingsfamilien aus Nicaragua eine Kooperative zu gründen. Zu diesem Zweck wurde in Costa Rica bei San Isidro de El General ein Stück Land gekauft, die seither als Finca Sonador bekannt ist. Etwa 50 Familien begannen dieses zu bewirtschaften. Seit 1980 wirkt Spendlingwimmer daher in Costa Rica, unterstützt von seiner Frau Claudine und gefördert vom Auslandsdienst Österreichs.
Zu Beginn der 80er Jahre war der Konflikt in El Salvador auf seinem Höhepunkt, und viele Familien flüchteten nach Costa Rica, um sich dort auf der Finca Sonador niederzulassen. Der Großteil dieser Familien blieb auch nach den Friedensverhandlungen 1997 in Costa Rica, und 2001 umfasste die Gemeinschaft bereits 65 Familien (ca. 360 Personen).
Neben der Flüchtlingskooperative betreut Spendlingwimmer verschiedene Öko- und Sozialprojekte, darunter die Umweltinitiative UNAPROA und vormals auch den präventiv wirkenden Verein Vida Nueva (Neues Leben) für Kinder, Jugendliche und Frauen in sozial schwierigen Situationen, denen Bildungschancen geboten werden sollten.

## Anerkennungen
- 1999: Eduard-Ploier-Preis
- 2000: Menschenrechtspreis des Landes Oberösterreich